# Betta splendens
Betta splendens (nome científico) é uma espécie de peixe da família Osphronemidae e do gênero taxonômico Betta, originária do Sudeste Asiático (Indochina). A espécie é conhecida popularmente como betta (no Brasil), peixe-beta (em Angola) ou combatente (em Portugal) e peixe-de-briga-siamês, devido à sua agressividade contra outros peixes.
Esta agressividade verifica-se predominantemente entre machos da espécie, de modo que, um macho colocado junto a peixes de espécies dóceis compatíveis em um aquário grande e decorado tem a possibilidade de conviver em harmonia. Por outro lado, se colocados em aquários pequenos, mesmo as fêmeas podem se tornar agressivas. Bettas fêmeas só podem ser criadas juntas em aquários de grandes e com um número ímpar de peixes, com duas fêmeas juntas uma pode tornar dominante sobre a outra.

## Características
Na sua forma selvagem os Betta splendens apresentam uma coloração discreta (cor acastanhada) que se confunde com o meio ambiente e com alguns tons de vermelho e azul nas barbatanas, são menores e menos agressivos que as formas domésticas. Na natureza podem ser encontrados nas bermas dos campos de arrozais, regatos, e pequenos lagos. O sistema social desta espécie é um sistema territorial em que durante a época de reprodução (época das chuvas) os machos defendem um território formado em redor de um "ninho-bolha", que eles próprios constroem e mantém. As fêmeas visitam os machos que as cortejam até estas libertarem os ovos. Em seguida e após a fertilização, os machos colocam os ovos no ninho e expulsam as fêmeas do território.
Este betta tem a particularidade de respirar o ar atmosférico, graças a órgãos chamados de labirintos, que fazem com que o ar passe bem próximo da corrente sanguínea dele, proporcionando a troca de oxigênio com o sangue por meio de difusão. Por este motivo, os Bettas podem viver em águas pobres em oxigênio, mas não poluídas.
Os Bettas são muito populares entre os entusiastas de aquariofilia. As formas domésticas que atualmente se podem comprar nas lojas são o resultado de dois tipos de seleção artificial. Por um lado procurou-se produzir peixes com características mais ornamentais, com barbatanas alongadas e corpo colorido, por outro procurou-se criar peixes mais agressivos, para serem utilizados em torneios de luta (mais comum no Sudeste Asiático). Estes últimos normalmente apresentam barbatanas curtas e são de maior tamanho. Devido a estas características são encontrados na maiorias lojas de aquarismo

## Reprodução

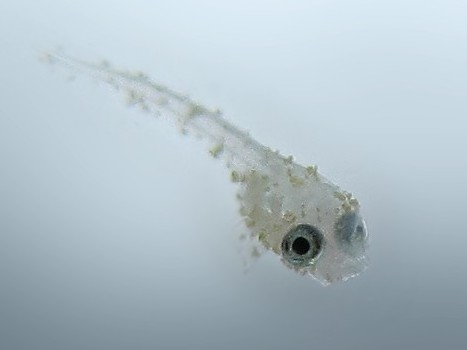
Alevino de B. splendens.

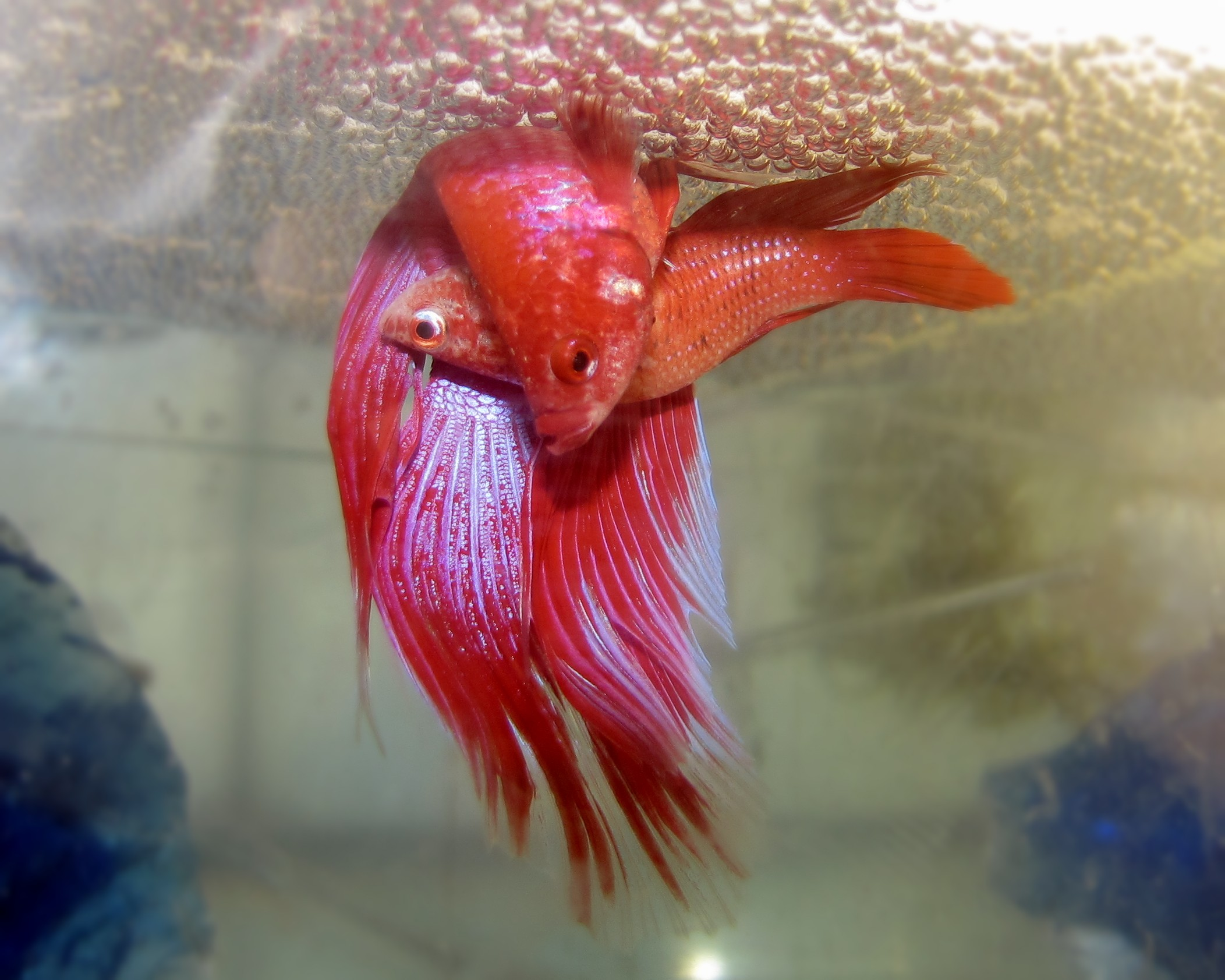
Abraço nupcial logo abaixo do ninho de bolhas criado pelo macho.

A reprodução em cativeiro é relativamente simples, bastando para isso um aquário (tamanho mínimo: 30 litros) e um pequeno recipiente transparente. No aquário, coloca-se um macho, enquanto coloca-se a fêmea no pequeno recipiente. Em seguida, o recipiente (com a boca para cima) é colocado dentro do aquário, que terá um nível de água insuficiente para cobrir o recipiente. Uma vez visualizando a fêmea, o macho irá iniciar a construção do ninho, formado por diversas bolhas na superfície. Essa tarefa pode ser facilitada por algo que fique na superfície da água, como um isopor ou pedaço de plástico, o que evita que o ninho se prenda ao recipiente da fêmea. Uma vez construído o ninho, é o momento de soltar a fêmea, que será cortejada e envolvida pelo macho - se eles tiverem um contato imediato, o macho irá cortejá-la antes de fazer o ninho, só depois de um tempo a cortejando, ele começará a fazer o ninho. Sob pressão, a fêmea se entregará ao macho, então o macho a abraçará - esse abraço é conhecido como abraço nupcial. Ela expelirá os ovos, que serão fertilizados e colocados no ninho pelo macho, com a boca. Algumas fêmeas ajudam o macho, outras preferem comer os próprios ovos. Uma vez concluído esta etapa, a fêmea deve ser retirada para não ser morta pelo macho. Este será responsável por cuidar dos ninhos e dos alevinos após o nascimento, devolvendo ao ninho os que caem. Após 3 ou 4 dias, quando os alevinos já estão nadando de forma horizontal, após terem absorvido o saco vitelino, contando como início o dia em que os ovos eclodiram, o macho tem que ser separado dos alevinos, pois nessa hora ele poderá come-los.

## Dieta
O B. splendens se alimenta de zooplânctons, crustáceos, larvas de mosquito e de outros insetos ligados à água. Em cativeiro são geralmente alimentados com rações paletizadas ou alimentos congelados. São basicamente insetívoros e não consomem nenhum tipo de vegetação.

## Anatomia

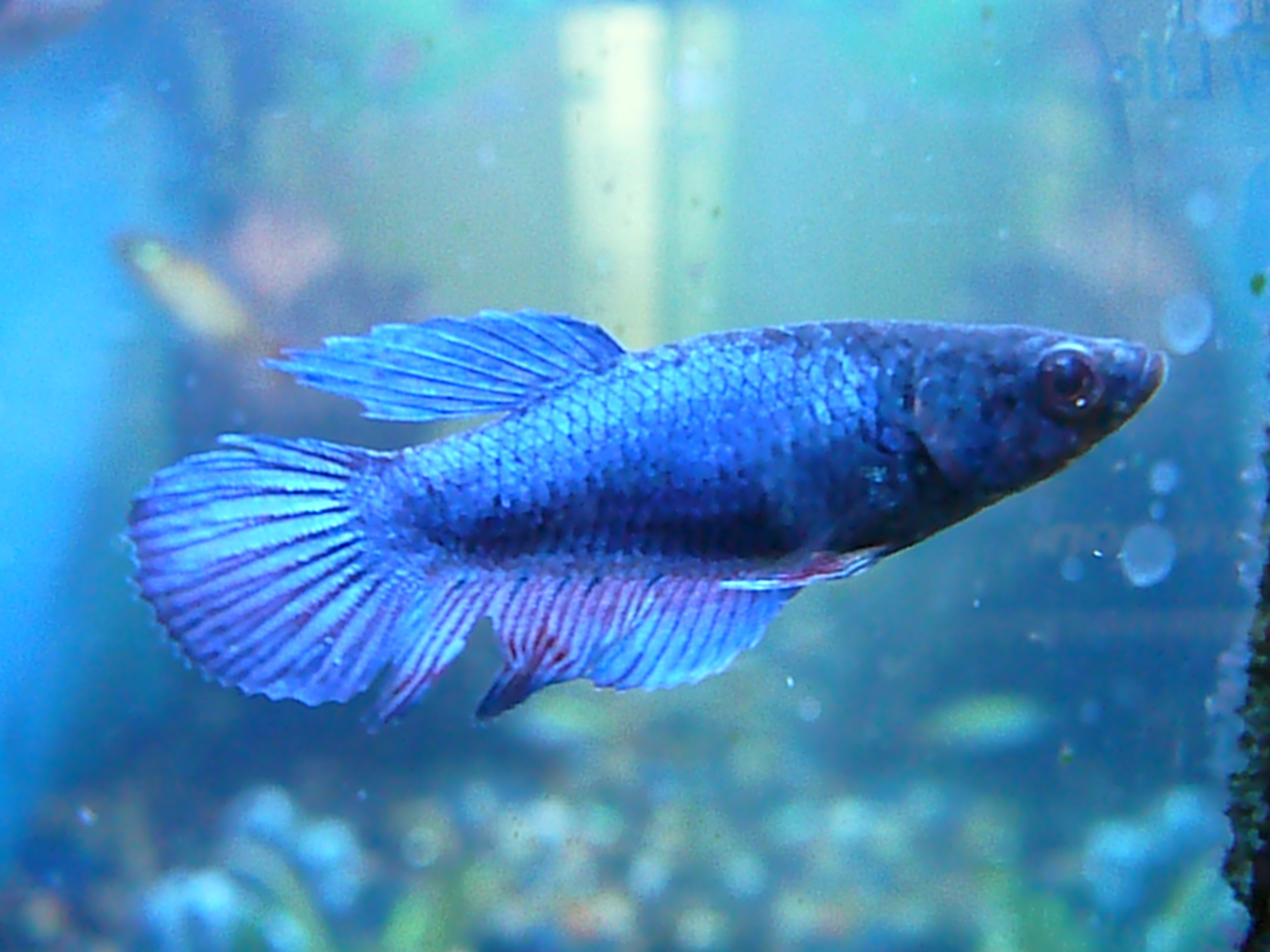
Fêmea

Tanto a anatomia do sexo, como a suas cores, são altamente variadas e diversas. Os bettas possuem 4 nadadeiras, a nadadeira Dorsal (que fica em cima do dorso do animal), a nadadeira Anal (localizada na parte de baixo do dorso do animal), a nadadeira Ventral ou Pélvica (localizada muito próxima a cabeça do animal) e finalmente a nadadeira Caudal. Os machos são caracterizados por possuírem todas as nadadeiras maiores que as das fêmeas. Alcançam em torno de 6,5 cm de comprimento.
Os criadores trabalham continuamente no desenvolvimento de novas variedades de cores e caudas, inclusive mesmo através de híbridos.

## Habitat natural do Betta Splendens
O habitat natural dos Bettas é caracterizado por águas rasas e de baixa movimentação. Os Bettas vivem normalmente em rios com pouca correnteza, lagos pântanos e, até mesmo, em arroizais e valas pequenas em beiras de estrada. Como conseguem respirar na superfície, conseguem se adaptar facilmente a águas de baixa oxigenação.

## Variedades
Os B. splendens, principalmente de linhagem, são classificados quanto ao tipo e formato da nadadeira caudal. Dentre as diversas variedades dentro desta classificação podem ser citadas as principais:

### Double Tail(cauda dupla)

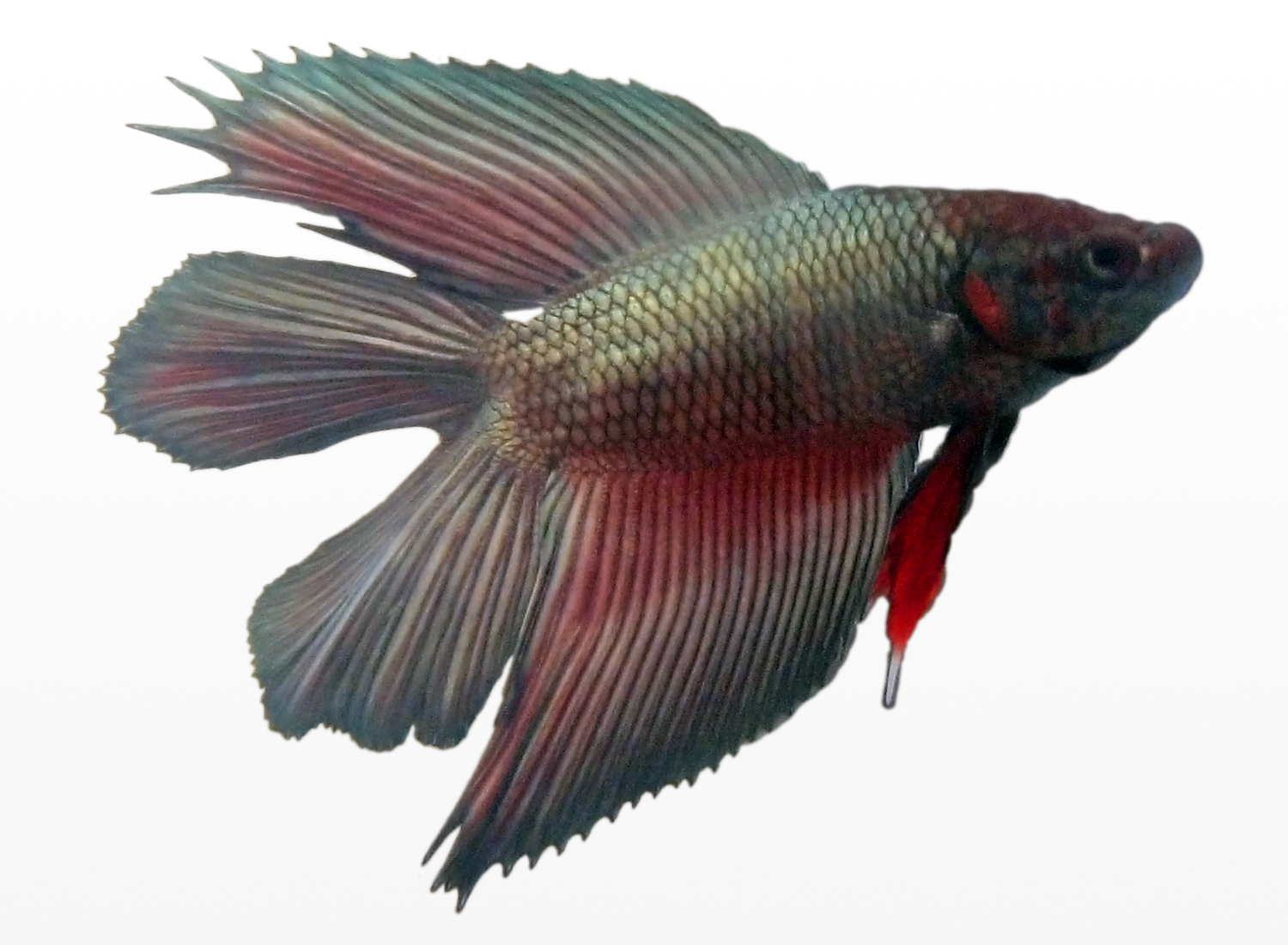
Double Tail

Tem a característica de possuir uma cauda dividida em duas partes, em regra geral a sua divisão é homogênea e existem tanto curtas como longas, há alguns casos com caudas de lados diferentes tanto no tamanho, no comprimento, como na largura, sendo estes também considerados de cauda dupla.

### Veil Tail(cauda de véu)
É a variedade mais comum. Este tipo de cauda é caracterizada por ser em geral bastante longa e fina. Quando o peixe quer fazer uma demonstração de força aos seus adversários ou de vigor para as fêmeas, esta tem uma abertura maior na parte mais perto da base do tronco do que na extremidade deixando-a muito parecida a forma de um véu que está a ser empurrado por uma leve brisa.

### Delta(cauda delta)
Esta cauda é caracterizada por ter um tamanho bastante razoável e pela abertura em forma de leque, o que o diferencia do cauda de véu, e quando o macho faz alguma demonstração de força, esta tem um ângulo de abertura entre os 30º aos 100º de ângulo.

### Super delta(cauda super delta)
Cauda com as mesmas características da cauda delta, mas com a particularidade de ter uma abertura superior a esta, podendo ir de um ângulo mínimo de 100º até os quase 180º. E muitas das vezes que vemos um destes exemplares bem desenvolvidos é bastante difícil de os diferenciar dos Halfmoon.

### Halfmoon(cauda meia lua)

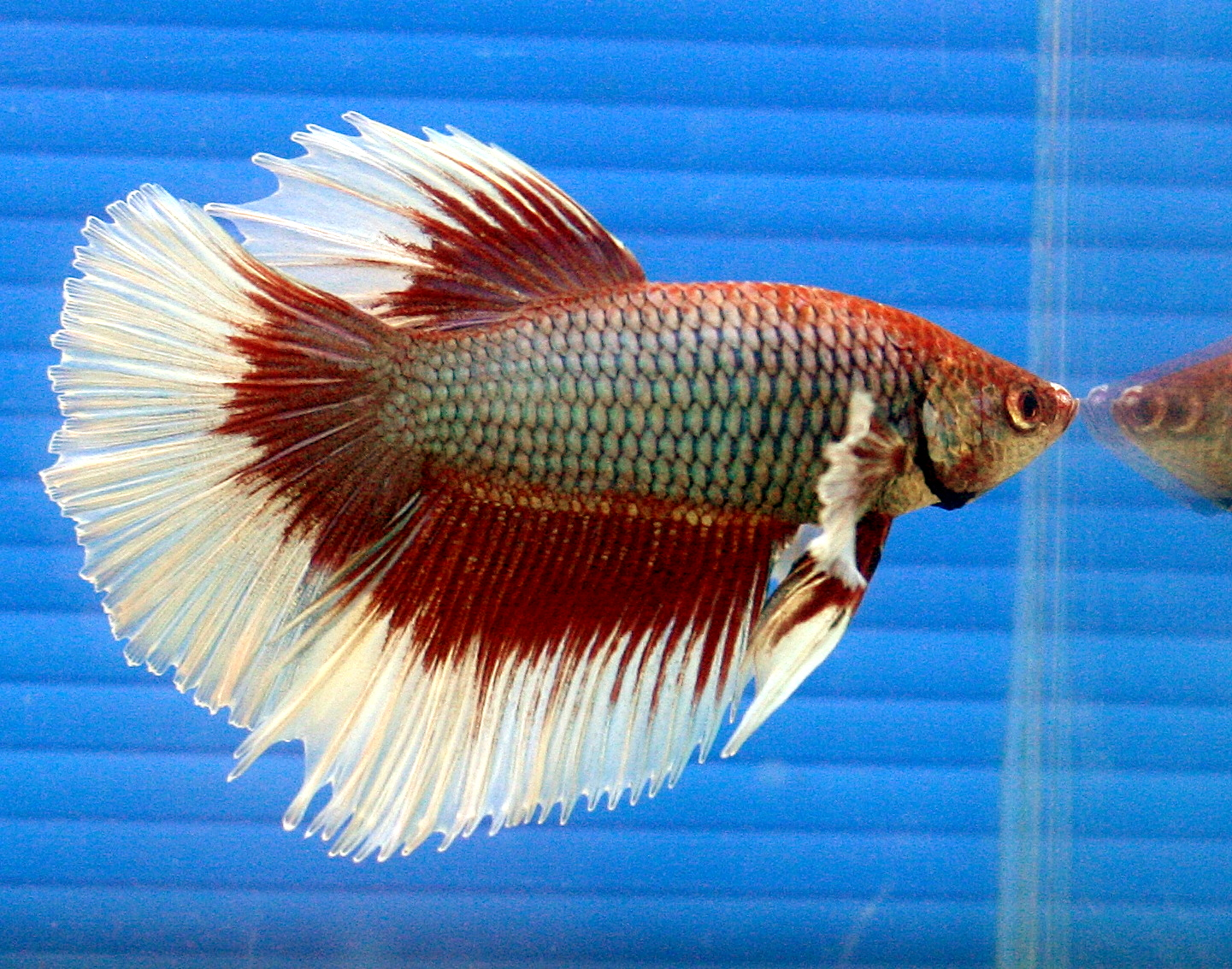
Macho Halfmoon

Os machos Halfmoon ou "cauda meia lua" são chamados desta maneira devido a abertura da cauda a quando querem fazer-se notar ser igual a 180º, sendo considerados por muitos dos amantes deste peixe como o máximo em beleza e harmonia, tanto pelas longas caudas e barbatanas que possui como pela sua amplitude de abertura no momento em que quer demonstrar a sua força, o seu tamanho, a beleza e estado de perfeita saúde em que se encontra. Também nesta variedade de cauda encontramos uma diversidade de cores, que na maioria dos casos resulta da combinação de machos de cores sólidas com fêmeas de cores variadas, encontrando desta maneira muitas cores mármore, butterflies e cores exóticas. Também existem alguns exemplares com abertura da cauda superior a 180º, estes chamados de Overhalfmoon.

### Rose Tail(cauda de rosa)
É uma variação do Halfmoon. O excesso de ramificações em todas as nadadeiras dá uma aparência similar à de pétalas de rosa. Existem vários graus de rose tails, que vão desde a forma moderada até formas extremas.

### Crowntail(cauda de coroa)

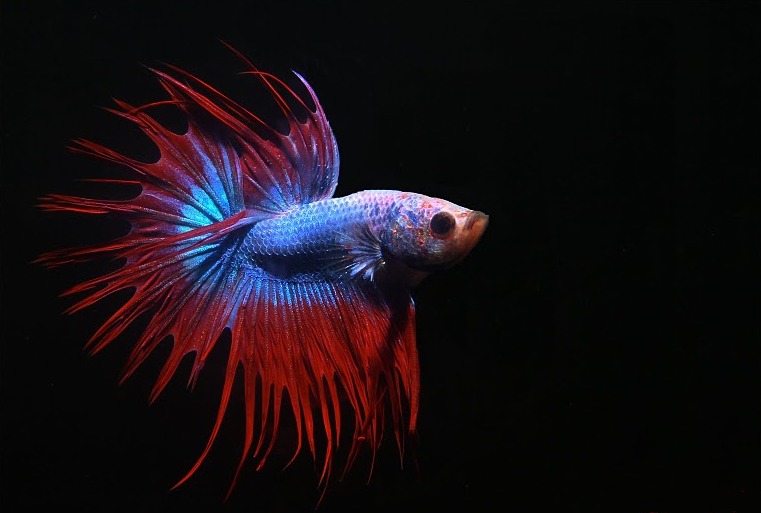
Macho crowntail

O betta com a cauda de coroa é facilmente reconhecido e diferenciado dos outros, já que é caracterizada por ter em todas a barbatanas (ventrais, dorsal e peitoral) e cauda, prolongamentos dos filamentos espinhosos. Estes podem ser de vários tipos, como os raios duplos, triplos, múltiplos, desordenados, cruzados o Kingcrowntail, curtos e longos. É conhecido no Brasil como "pente".

### Plakat

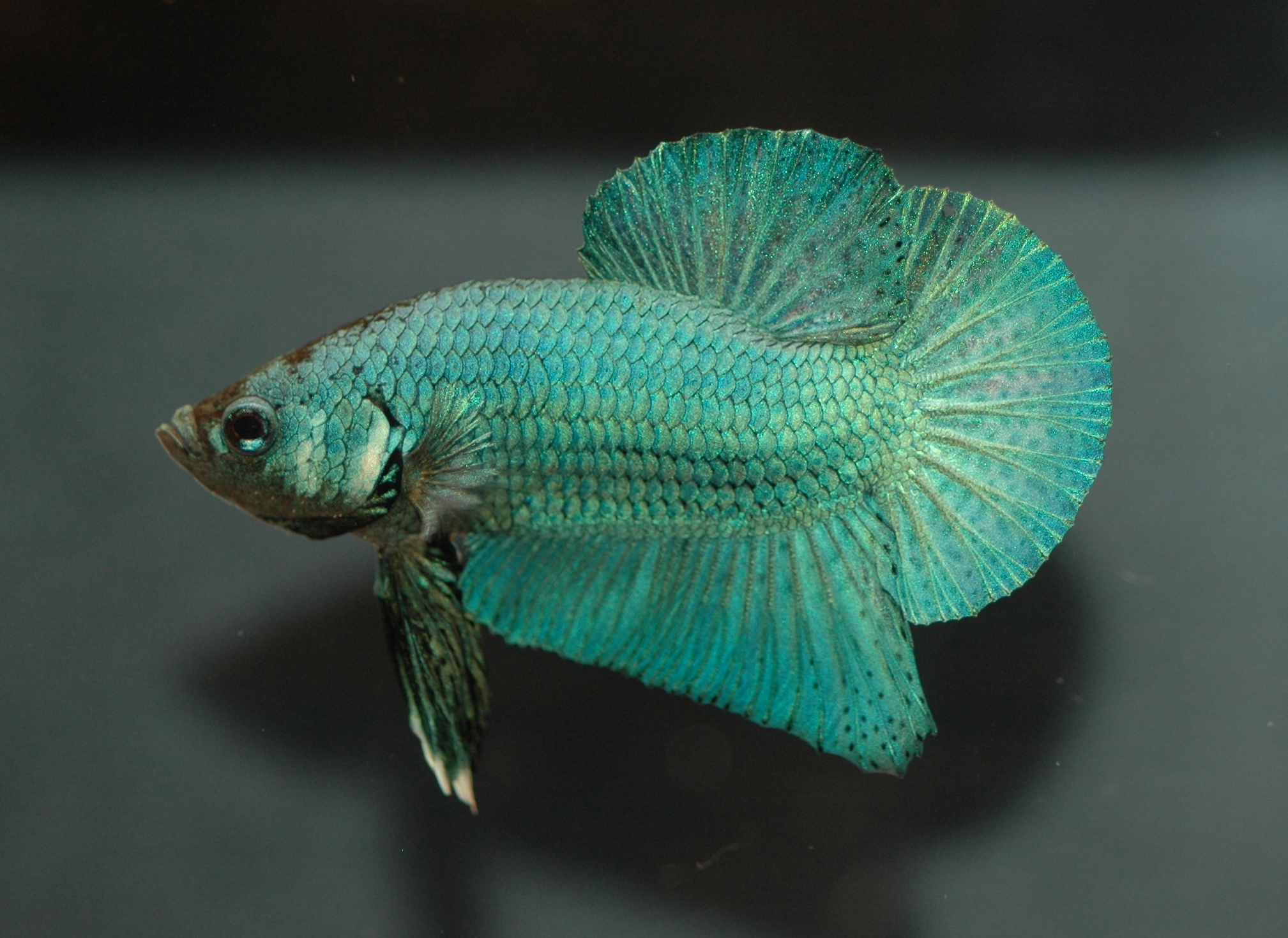
Macho Plakat

Possuem a cauda caracteristicamente mais similar aos seus ancestrais selvagens, por ser bastante curta e arredondada. O nome deriva do termo utilizado na Tailândia para definir peixes de briga. A barbatana ventral também tem um acabamento característico e com ponta comprida. São geralmente confundidos com fêmeas, mas com o passar do tempo fica fácil distinguir. Ao longo do tempo permaneceram com poucas modificações, mas hoje já existem muitos deles com bastante abertura de cauda, quase com ângulo de um Halfmoon (180º), possuidores do gene halfmoon, chamados de Halfmoon plakat.

### Feather Tail(cauda de pena)
Os bettas feather tails, em casos não muito comuns, possuem um tipo de cauda com reentrâncias largas e bem marcadas. Estas reentrâncias lembram, e muito, as penas de aves. Quando essas reentrâncias são suaves e bem marcadas, o que acontece na maioria dos casos, trazem uma harmonia exótica ao Betta e, particularmente, é o tipo de borda mais aceito e procurado pelos apaixonados pela espécie.

## Cores

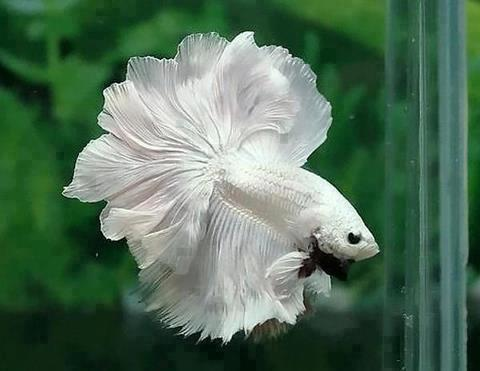
Branco, tipo Rose tail

Os Betta splendens possuem uma incrível variedade de cores, devido aos esforços de criadores aficionados pela espécie e sua beleza. As cores mais comuns são azul, vermelho, amarelo, opaco, preto, branco e laranja. Enquanto que as cores consideradas mais raras são: metálico, turquesa, cobre, lavanda, gás mostarda, grizzle, mármore, verde, e koi. Além das cores em si, possuem também diversos padrões de cores, alguns podem ser citados:
- Sólidos: São indivíduos de uma cor só, cores bem acentuadas e definidas, que não demonstram nenhuma outra coloração no mesmo espécimen.
- Bicolores: São indivíduos que no seu padrão base contêm duas cores bases, mas sem nenhum outro tipo de mancha, seja no tronco ou qualquer uma das barbatanas.
- Butterfly: São indivíduos que no seu padrão base contêm duas ou mais cores, e porque estes já não são chamados de bicolores, pela existência de duas ou mais cores nas diferentes partes do betta, desde que estejam bem ordenadas.
- Dragon: Possuem uma cor base forte com as escamas nas parte principal do corpo no iridescente pálido.
- Cambodian: O corpo é pálido, quase incolor.
- Mármore: Padrões irregulares em todo o corpo e barbatanas.